# Hotel „Pod Trzema Koronami” w Toruniu
Hotel Pod Trzema Koronami w Toruniu (również Trzy Korony) – hotel mieszczący się w kamienicy przy Rynku Staromiejskim 21 w Toruniu.
Zgodnie z tradycją historyczną był miejscem noclegowym monarchów goszczących w mieście. W hotelu przebywali m.in. królowa Maria Kazimiera d’Arquien, żona króla Jana III Sobieskiego (w 1697 roku), król Polski August II Mocny oraz car Piotr I Wielki. W zaborze pruskim w budynku odbywały się spotkania polskiej społeczności. W 1873 roku obchodzono tu 400-lecie urodzin Mikołaja Kopernika, a 16 grudnia 1875 roku powołano Towarzystwo Naukowe w Toruniu.
Kamienica, w której mieści się hotel, została zbudowana w stylu gotyckim pod koniec XV wieku. Została ona gruntownie przebudowana w XIX wieku, tracąc swoją pierwotną strukturę. W przyziemiu zachowano pierwotne mury i piwnice. Fasada kamienicy jest neoklasycystyczna.
Obok wejścia do hotelu znajduje się tablica upamiętniająca wizytę Augusta II Mocnego i Piotra I Wielkiego.